# Holly Pagel
Christie Colin es una deportista estadounidense que compitió en tiro con arco, en la modalidad de arco compuesto. Ganó una medalla en el de oro Campeonato Mundial de Tiro con Arco en Sala de 2007, en la prueba por equipo.

## Palmarés internacional
| Campeonato Mundial en Sala | Campeonato Mundial en Sala | Campeonato Mundial en Sala | Campeonato Mundial en Sala |
| Año                        | Lugar                      | Medalla                    | Prueba                     |
| -------------------------- | -------------------------- | -------------------------- | -------------------------- |
| 2007                       | Esmirna (Turquía)          | Medalla de oro             | Equipo                     |